# Heposaari (ö i Finland, Norra Karelen, Joensuu, lat 62,48, long 29,59)
Heposaari är en ö i Finland. Den ligger i sjön Pyhäselkä och i kommunen Libelits i den ekonomiska regionen  Joensuu ekonomiska region  och landskapet Norra Karelen, i den sydöstra delen av landet, 400 km nordost om huvudstaden Helsingfors. Öns area är 27,2 hektar och dess största längd är 0,7 kilometer i nord-sydlig riktning.